# Wingate (Carolina do Norte)
Wingate é uma cidade  localizada no estado norte-americano de Carolina do Norte, no Condado de Union.

## Demografia
Segundo o censo norte-americano de 2000, a sua população era de 2406 habitantes.
Em 2006, foi estimada uma população de 3633, um aumento de 1227 (51.0%).

## Geografia
De acordo com o United States Census Bureau tem uma área de
4,4 km², dos quais 4,4 km² cobertos por terra e 0,0 km² cobertos por água. Wingate localiza-se a aproximadamente 179 m acima do nível do mar.

## Localidades na vizinhança
O diagrama seguinte representa as localidades num raio de 20 km ao redor de Wingate.